# Ivan Malinowski
Ivan Malinowski (født 18. februar 1926, død 5. november 1989) var en dansk digter og oversætter. Han er far til digteren Nina Malinovski. Han er kendt for at skrive politiske digte og essays i en modernistisk tradition. Hans digt, "Myggesang" fra samlingen Galgenfrist (1958), indgår i Kulturkanonen. Malinowski oversatte en betydelig mængde udenlandske værker, blandt andet af russiske forfattere som Anton Tjekhov og Boris Pasternak, chilenske Pablo Neruda og tyske Bertolt Brecht. I 1961 modtog han Dansk Oversætterforbunds Ærespris for sit oversættelsesarbejde. I 1963 modtog han Kollegernes ærespris, og i 1978 modtog han Aarestrupmedaljen.

## Privat
Han blev født som Ivan Malinovski (i 1980 skiftede han 'v' ud med 'w') og er søn af billedhuggeren Arno Malinovski. Under krigen måtte familien flygte til Sverige, hvor Ivan i 1945 blev student på Den danske skole i Göteborg. 1947-1952 studerede han slavisk filologi ved Århus Universitet. I 1949 blev han gift med Ruth Somer. Han debuterede samme år i bogform med digtsamlingen Ting (som han senere slettede fra forfatterskabet). Første prosaudgivelse var novellesamlingen Vejen fra 1954. Han modtog i sit liv mange priser og legater.

## 2. verdenskrig
Den unge Malinowski var aktiv i modstandsbevægelsen under 2. verdenskrig og måtte flygte til Sverige i 1943. Som 20-årig rejste han til Østeuropa, hvor han hjalp jødiske borgere over grænsen fra Polen til Tjekkoslovakiet. Han blev fanget, fængslet og sendt tilbage til Danmark.

## Forfatterskabet
Malinowski var på mange måder en politisk og filosofisk digter. Hans gennembrud kom med digtsamlingen Galgenfrist i 1958, og det er også herfra det måske mest kendte digt, "Myggesang", kommer. Malinowski var med til at udbrede den radikale modernisme i Danmark med Galgenfrist.
Hans tidlige forfatterskab var præget af en nihilistisk tilgang til tilværelsen, men blev senere hen mere politisk. Derfor kan man også se en foragt for krig, undertrykkelse og ulighed i hans forfatterskab - samt et fokus på mennesket og naturen. Et andet gennemgående fokus i forfatterskabet, er fokusset på sproget. Det ses fx i Poetomatic, som består af 110 små sprogytringer uden titler. De kan læses som enkeltstående digte, men de kan også læses som et langt digt. Alligevel giver digtene ikke mening i en egentlig forstand, og man kan se digtsamlingen som et brud med den klassiske lyrik.

### Debuten
De to første digtsamlinger, Ting (1945) og De tabte slag (1947), var så kraftigt inspireret af den svenske modernisme og forfatteren Erik Lindegren, at Malinowski senere valgte at slette dem fra forfatterskabet. På den måde blev hans debut novellesamlingen Vejen (1954).

### Vigtige digtsamlinger
Med Galgenfrist (1958) udfoldede Malinowski modernistiske digte, der kredser om tvivlen på tilværelsen og dvæler ved destruktive kræfter. Malinowski udgav digtsamlingerne Romerske bassiner og Åbne digte i 1963, og i 1965 udkom samlingen Poetomatic, der bestod af 110 korte digte. Efterhånden blev Malinowskis digte mere politisk orienteret, som det blandt andet ses i Leve som var der en fremtid og et håb (1968) og Kritik af tavsheden (1974). Især i sidstnævnte demonstrerer Malinowski sin bemærkelsesværdige evne til at kombinere politisk indsigt med kunstneriske og sproglige skarpheder. Samlingen er særligt samfundskritisk, og langer ud efter alt fra ejendomsret til krig. Kritik af tavsheden blev udgivet 1. maj.

## Udgivelser (udvalg)
- Ting (digte, 1945) (Slettet fra forfatterskabet)
- De tabte slag (digte, 1947) (Slettet fra forfatterskabet)
- Vejen (noveller, 1954)
- Galgenfrist (digte, 1958)
- Glemmebogen (Femten digtere i dansk gendigtning, bl.a. Pablo Neruda, Federico García Lorca, Dylan Thomas, Bertolt Brecht, Paul Celan, Ezra Pound. 1961)
- De tomme sokler (digte og essays, 1963)
- Åbne digte til Vorherre (digte, 1963)
- Romerske bassiner (digte, 1963)
- Poetomatic (digte, 1965)
- Leve som var der en Fremtid og et Håb (digte, 1968)
- Misnøje til skade for mandstugten, Et digtudvalg. Digtene kaligraferet af Dea Trier Mørck. Rhodos 1969.
- Kritik af tavsheden (digte, 1974)
- Vinterens hjerte (digte, 1980)
- Fuga, (digte, 1986) – Illustreret af Dea Trier Mørch

## Anerkendelser (udvalgte)
- Carl Møllers Legat (1955)
- Dansk Oversætterforbunds Ærespris (1961)
- Det Danske Akademis Store Pris (1970)
- Emil Aarestrup Medaillen (1978)